# Martinair Holland
Pour les articles homonymes, voir Holland.
Martinair Netherland NV (code AITA : MP ; code OACI : MPH) est une compagnie aérienne des Pays-Bas, spécialisée dans le tourisme. C'est une filiale de KLM.

## Historique
La compagnie a été créée le 24 mai 1958 comme Martin's Air Charter (MAC), par Martin Schröder (en), avec un seul avion.
En 1963, Schröder vendit 49 % de la compagnie à quatre autres sociétés (12,25 % des parts chacun).
KLM acheta ensuite les 50+ % des parts de M. Schröder. Son nom fut changé en Martinair Netherland en 1966. La mention Netherland a disparu de la livrée des avions depuis.
KLM a reçu le 18 décembre 2008, l'autorisation des autorités de la concurrence hollandaises, d'acquérir les 50 % restants auprès de « AP Moller-Maersk Group ». L'opération est effective depuis le 31 décembre 2008.
Le 9 novembre 2010, la Commission européenne a condamné Martinair ainsi que dix autres compagnies aériennes pour entente illicite qui viole les règles des traités européens. Ces entreprises s'étaient secrètement entendues pour exiger des surtaxes sur le transport de fret à partir de ou vers l'Union européenne. Martinair a été condamnée à verser une amende de 29,5 millions d'euros au budget européen.

## Destinations
- Costa Rica; San José
- Antilles néerlandaises; Aruba, Curaçao
- Allemagne; Karlsruhe
- Mexique; Cancun
- États-Unis; Miami, Orlando
- République dominicaine; Puerto Plata, Punta Cana
- Cuba; Varadero, La Havane
- Canada; Toronto, Vancouver
- Brésil; Campinas
- Afrique du Sud; Johannesbourg

## Flotte

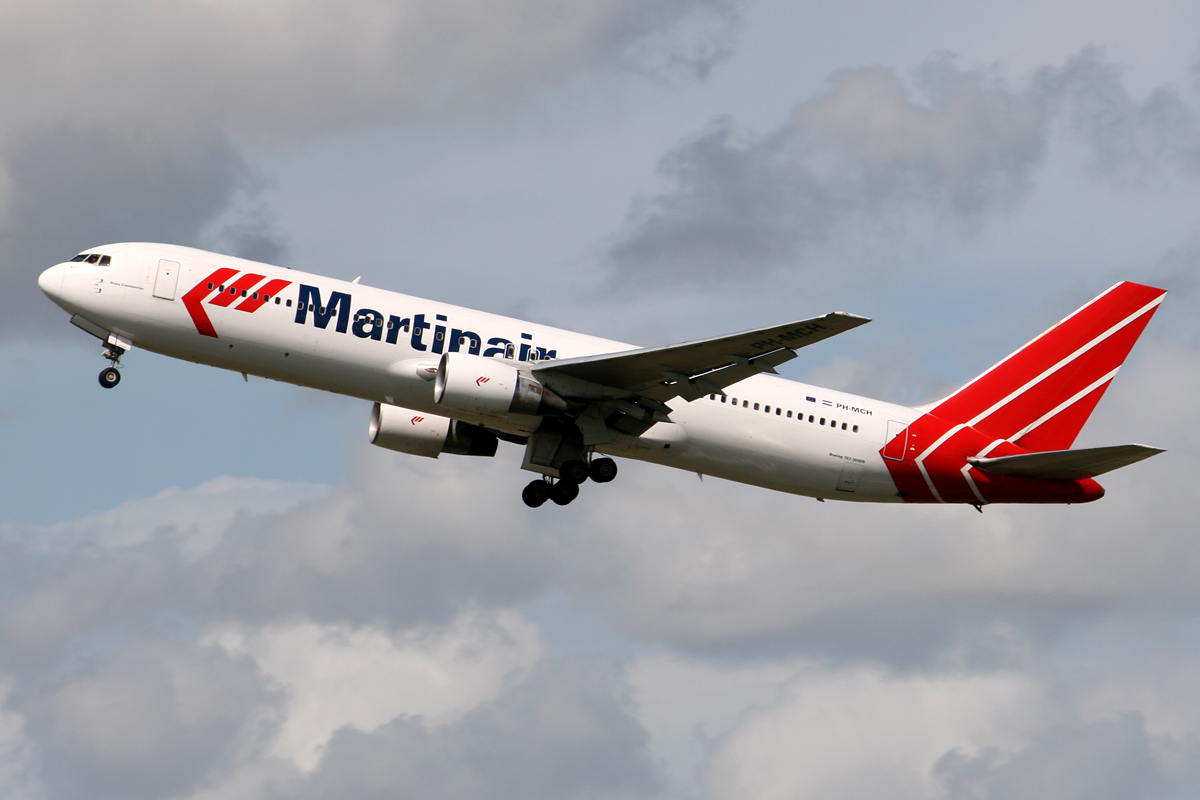
Un Boeing 767 aux couleurs de Martinair.

Anciens avions réalisant les vols commerciaux :
- 2 Airbus A310
- 7 Airbus A320
- 3 Boeing 737-800
- 6 Boeing 767-300

Aujourd'hui, la compagnie exploite au sein de sa flotte 4 avions tout-cargo:
- 1 Boeing 747-400BCF aux couleurs de Martinair Cargo
- 3 Boeing 747-400ERF aux couleurs de KLM Cargo

À partir de 2026, ces 4 appareils seront remplacés par 4 A350-1000F, commandés par le groupe Air France-KLM en janvier 2023,.
En date du 11 mars 2025, la commande pour Martinair sur les A350-1000F passe de 4 unités à 3.